# Каракулька (Башкортостан)
Каракулька (баш. Ҡаракүл) — деревня в Шаранском районе Республики Башкортостан России. Входит в Дмитриево-Полянский сельсовет.

## География
Находится на реке Сюнь. Расстояние до:
- районного центра (Шаран): 7 км,
- центра сельсовета (Дмитриева Поляна): 6 км,
- ближайшей ж/д станции (Туймазы): 27 км.

## История
В 1896 году в посёлке Каракульского товарищества Никольской волости VI стана Белебеевского уезда Уфимской губернии — 9 дворов, 43 жителя (21 мужчина, 22 женщины), мельница.
В 1920 году по официальным данным в посёлке Шаранской волости Белебеевского уезда 19 дворов и 117 жителей (52 мужчины, 65 женщин), по данным подворного подсчета — 95 чувашей, 9 мусульман и 8 русских в 17 хозяйствах.
В 1926 году товарищество относилось к Шаранской волости Белебеевского кантона Башкирской АССР.
Обозначена на карте 1982 года как деревня с населением около 40 человек.
В 1989 году население — 49 человек (21 мужчина, 28 женщин).
В 2002 году — 17 человек (9 мужчин, 8 женщин), чуваши (59 %) и башкиры (41 %).
В 2010 году — 0 человек.

## Население
| 2002 | 2009 | 2010 |
| ---- | ---- | ---- |
| 17   | ↘8   | ↘0   |